# Château du Bois-Froust
 (janvier 2025).
La mise en forme du texte ne suit pas les recommandations de Wikipédia : il faut le « wikifier ».
Les points d'amélioration suivants sont les cas les plus fréquents :
- Les titres sont pré-formatés par le logiciel. Ils ne sont ni en capitales, ni en gras.
- Le texte ne doit pas être écrit en capitales (les noms de famille non plus), ni en gras, ni en italique, ni en « petit »…
- Le gras n'est utilisé que pour surligner le titre de l'article dans l'introduction, une seule fois.
- L'italique est rarement utilisé : mots en langue étrangère, titres d'œuvres, noms de bateaux, etc.
- Les citations ne sont pas en italique mais en corps de texte normal. Elles sont entourées par des guillemets français : « et ».
- Les listes à puces sont à éviter, des paragraphes rédigés étant largement préférés. Les tableaux sont à réserver à la présentation de données structurées (résultats, etc.).
- Les appels de note de bas de page (petits chiffres en exposant, introduits par l'outil «  Source ») sont à placer entre la fin de phrase et le point final[comme ça].
- Les liens internes (vers d'autres articles de Wikipédia) sont à choisir avec parcimonie. Créez des liens vers des articles approfondissant le sujet. Les termes génériques sans rapport avec le sujet sont à éviter, ainsi que les répétitions de liens vers un même terme.
- Les liens externes sont à placer uniquement dans une section « Liens externes », à la fin de l'article. Ces liens sont à choisir avec parcimonie suivant les règles définies. Si un lien sert de source à l'article, son insertion dans le texte est à faire par les notes de bas de page.
- La présentation des références doit suivre les conventions bibliographiques. Il est recommandé d'utiliser les modèles {{Ouvrage}}, {{Chapitre}}, {{Article}}, {{Lien web}} et/ou {{Bibliographie}}. Le mode d'édition visuel peut mettre en forme automatiquement les références.
- Insérer une infobox (cadre d'informations à droite) n'est pas obligatoire pour parachever la mise en page.

Pour une aide détaillée, merci de consulter Aide:Wikification.
Si vous pensez que ces points ont été résolus, vous pouvez retirer ce bandeau et améliorer la mise en forme d'un autre article.
Le Château du Bois-Froust était un château français situé à Niort-la-Fontaine, dans le département de la Mayenne et la région des Pays de la Loire. Au XIXe siècle, il était devenu une ferme et moulin, situé sur la route de Lassay-les-Châteaux. Il s'agit désormais d'un château en ruine situé dans un site classé et inscrit dans la Mayenne, en France.
En 1836, Victor Hugo écrit dans une lettre à sa femme de Fougères qu'on lui avait fait voir successivement lors de son passage à Lassay trois châteaux. 
« Le troisième n'est qu'une ruine, mais c'est une ruine située au milieu des arbres les plus beaux et les plus farouches du monde. Victor Hugo, En voyage, France et Belgique, p. 50. Lettre du 22 juin 1836.  »

## Localisation
L'esplanade naturelle profondément vallonnée qu'occupait le château formait une sorte de presqu'île quand les douves et les étangs étaient pleins d'eau. Le corps principal de logis n'avait guère que la profondeur d'une galerie et l'Abbé Angot s'explique mal par quel aménagement intérieur les diverses pièces pouvaient être desservies sans se commander.
Le portail donnait accès dans la cour intérieure. Avec son ordonnance, ses puissantes assises alternativement rentrées ou saillantes, celles-ci décorées de sculptures vermiculées, ses cintres, dont les claveaux sont alternés et dans le même genre d'ornementation, cette porte ressemble pour l'Abbé Angot à un arc triomphal. Pour Beauchesne, cette porte renaissance dont les grosses pierres de taille, bien appareillées et quelques-unes vermiculées rappellent le genre d'architecure du Vieux Louvre à Paris.
Les hermines et les tourteaux, répétés plusieurs fois comme motifs de sculpture, indiquent à quelle époque et sous quels seigneurs fut édifié ce  portail. En 1556, François de Chauvigné poursuivait devant la cour du parlement François de Fontenailles, seigneur du Mesnil-Barré et ses complices, qu'il accusait d'avoir commis à son préjudice, « des faits d'armes, hommicides, volleries, eschelements de maisons et autres crimes et délits ».
Pendant le cours du XVIIIe siècle, le Château est de plus en plus abandonné, comme résidence seigneuriale, et par conséquent mal entretenu dut peu à peu tomber en ruines, bien que les aveux de 1743 et 1769, reprennent ceux de la description de 1667, les considérant comme vraie. La Carte de Cassini l'indique comme un château ruiné. Au XIXe siècle, cet état s'accentue encore davantage.

### Chapelle
Dans la première enceinte, on reconnaissait au XIXe siècle par les décombres qui y formaient un monticule, l'emplacement de la chapelle, dédiée à Sainte Anne. René de Chauvigné et Antoinette de Scepeaux, sa femme, l'avaient fondée et chargée de deux messes par semaine. Le décret est daté du 7 juillet 1483. Christophe de Chauvigné, évêque de Léon, donna plusieurs fois les ordres dans cette chapelle qui, délaissée pendant que les seigneurs de Bois-Froust furent protestants, fut rendue au culte en 1633.

## Histoire

### Désignation
- G. de Bosco-Froout, 1243 (Archives nationales, L. 971).
- G. du Boisfroult, 1402 (Chartrier de Bourgon).
- Boisfrouc et Boisfroust, 1431 (Archives nationales, X/1a. 84, f. 180).
- J. de Boisfrost, 1435 (Cartulaire de l'Abbaye de Fontaine-Daniel).
- Boisfrouc, 1454.
- Boisfroust, 1493 (Chartrier de l'Isle-du-Gast) ; 1539 (Titres de la fabrique du Horps) ; 1548 (Cabinet de la Beauluère).
- J. de Boisfrou, 1577 (Bibliothèque nationale de France, fonds Clairambault, vol. 123, p. 43).
- Boisferoust, 1648 (Pouillé de Tours).
- Boisfroust, château et chapelle (Jaillot).
- Baronnie du Boisfroul, 1775 (Titres de la fabrique de Niort).
- Bois-Frou, château en ruine (Cassini).
- Bois-Froux (Cadastre et recensement).
- Bois-Froul (Dictionnaire topographique de la Mayenne).

### Féodalité
Il s'agissait d'une seigneurie vassale de Lassay, donnant à ses détenteurs le titre de fondateur de la paroisse de Niort.

### XVIesiècle
Charles du Bellay va se rendre coupable d'un véritable guet-apens envers Louis Hurault, seigneur de Villeluisant. Ce dernier, mari de Judith de Chauvigné avait été pourvu de la charge de capitaine du Château de Lassay par une commission royale. Le 15 juin 1589, tandis qu'Hurault est à la messe dans la chapelle du château, Charles du Bellay apparut subitement à la tête d'une troupe d'hommes armés et le fit mettre à mort par son lieutenant, Jean d'Anthenaise, seigneur de la Bigne. En 1590, Judith de Chauvigné, veuve du gouverneur assassiné, avait amené en secondes noces à Jean de Madaillan de Lesparre, divers domaines, dont le Château du Bois-Froust.

## Architecture
Pour l'Abbé Angot, il s'agit d'une des ruines les plus intéressantes à préserver dans la Mayenne.

En 1769, la description suivante donnait quel était l'état du château et de son entourage au temps de sa splendeur : 
« J'ai au Boisfroul, écrit le marquis de Lassay en 1769, manoir, maisons, écurie, quatre tours aux coins de la principale cour, une fontaine avec jet d'eau au milieu de la dite cour, close de murailles et pont-levis à l'entrée, et en partie entourée de douves ; autre cour d'entrée, aussi close de murailles, deux porteaux d'entrée et sortie ; ma chapelle fondée de Sainte-Anne, placée au bout de la cour ; trois petites tours proche lesdits porteaux, une terrasse au-dessous plantée d'espaliers ; un pigeonnier et colombier à six piliers ; étang entre les douves et le petit étang au-dessous ; bois de haute futaie, derrière la maison, dans lequel il y a plusieurs allées, dans lesquelles il y a bassins et jets d'eau ; jardin clos de hautes murailles avec des tours aux coins ; au milieu la demeure des jardiniers ; le jardin contenant quatre journaux ; au haut duquel un grand canal, et au-dessous trois viviers ou réservoirs dont l'eau flue audit canal et de degré en degré se conduit dans mes douves, et dans lequel grand canal il y avait jet d'eau. Au-dessus du canal est la grande prée, donnant soixante charretées de foin, dans laquelle est une fontaine couverte d'où procèdent les eaux qui fluent par tuyaux pour l'entretien des bassins et jets d'eau et service de l'office de ma maison ; à un des côtés de laquelle prée est mon pail-mail, de la longueur de trois cents pas et de dix de largeur. »
Le jardin supérieur était au XIXe siècle séparé du château ou de ses ruines par la route, mais le baron de Wismes aurait pu y voir à l'époque les canaux et bassins qui en faisaient la décoration et dans lesquels « flue » toujours l'eau de la source supérieure. Ces travaux ne dataient probablement que du XVIIe siècle et auront été faits à une époque où le seigneur de Lassay cherchait une habitation d'agrément moins sombre que son château féodal.